# 金炳官
金炳官（韓語：김병관，1973年1月15日—），第20屆韓國國會议员，共同民主党党员，曾任NHN遊戲公司、网禅公司代表理事。
2016年1月3日，为应对金漢吉等人退党，共同民主党文在寅迎聘金炳官入党。同年5月30日，金炳官在京畿道城南市盆唐區当选第20届韩国议会议员。
根据韩国国会公职者伦理委员会2016年8月26日公布的材料，金炳官申报的财产为2341.2050亿韩元，在154名议员中排名第一。